# Крыльчатый насос
Крыльчатый насос — один из видов объёмных ручных насосов, вытеснителем в котором служит крыльчатка.

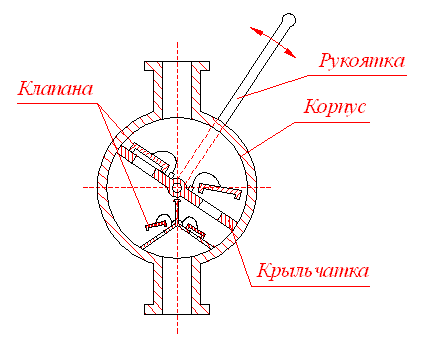
Конструктивная схема крыльчатого насоса

По классификации их относят к поршневым насосам двойного действия. Они известны также под названием «насосы Альвейера».

## Принцип действия
С помощью рукоятки, имеющей жёсткую кинематическую связь с крыльчаткой, последней сообщают неполные возвратно-вращательные движения. При движении по часовой стрелке (см. рисунок) открываются те два клапана, которые показаны на рисунке открытыми. При движении в обратном направлении эти клапаны закрываются, а два других клапана открыты. Нагнетание жидкости происходит снизу вверх.

## Область применения
Данный вид насосов применяют до давления 1,8 МПа.
Крыльчатые насосы, как и другие виды ручных насосов, используют в тех случаях, когда нецелесообразно монтировать насос с электрическим приводом или приводом от ДВС.
Эти насосы используют, например, для откачки воды из небольших котлованов, для бытовых нужд и др. В первой половине XX века иногда использовались на автозаправочных станциях для заправки автомобилей, и сейчас применяют для заправки топливом различной техники при недоступности электросети, например в боевых условиях. 